# Рудольф (мюзикл)
Рудольф (нем. Rudolf — Affaire Mayerling, венг. Rudolf — Az utolsó csók)) — европейский мюзикл, написанный композитором Фрэнком Уайлдхорном на либретто Джека Мёрфи и Фиби Хванг, рассказывающий о судьбе кронпринца Рудольфа, наследника Австро-Венгерской империи, о последнем годе его жизни, конфликте с отцом и графом Таафе, и о любовной связи с баронессой Марией Вечера.
Первое чтение «Рудольфа» прошло в Нью-Йорке в декабре 2005 года. Премьера прошла 26 мая 2006 года в Будапештском театре оперетты при поддержке. В июле премьера была по традиции театра показана на фестивале в Сегеде. Мюзикл успешно шёл в венгерской столице до 2009 года.
Венская постановка открылась в Раймунд-театре 26 февраля 2009 года. Мюзикл был значительно переработан, изменились музыкальные аранжировки, из сюжета убрали одного из главных героев — кукольника Пфайфера, который выполнял роль рассказчика и наблюдателя в венгерской версии, — заменена сценография и музыкальное сопровождение концовки. В апреле 2009 года выпущен студийный альбом, включивший в себя 17 треков. Официальная видеозапись мюзикла вышла в октябре 2009 года, в декабре была выпущена её аудиоверсия — полная запись спектакля. Мюзикл закрылся 24 января 2010 г.

## Венгерская постановка

### Постановочная группа
- Режиссёр: Miklós Gábor Kerényi
- Хореографы: Michael Reardon, Éva Duda, Jenõ Lõcsei, László Rogács

### Основные роли
- Кронпринц Рудольф: Аттила Долхаи / Арпад Жолт Месарош
- Мария Вечера: Бенадетт Ваго / Жужи Ваго
- Граф Таафе: Томаш Фёлдеш/ Жолт Хоммонай
- Графиня Лариш: Кото Йонзо / Анна Пеллер
- Франц Иосиф: Аттила Немет / Чобо Йантик
- Пфайфер (кукольник): Золтан Берецки / Сильвестр П.Сабо
- Кронпринцесса Стефания: Лилла Ройак / Вероника Надаши

### Список песен
| Первый акт                | Первый акт                      | Второй акт                         | Второй акт                           |
| Название на венгерском    | Перевод                         | Название на венгерском             | Перевод                              |
| Ez Bécs!                  | Это Вена!                       | A mester és a drót                 | Кукловод и его нити                  |
| A város ünnepel!          | Праздничный город               | Nem más, mint én!                  | Никто, кроме меня!                   |
| Mért nem ért meg engem    | Потому что вы не понимаете меня | Kiskatonám                         | Мой маленький солдат                 |
| Csuda csinos ez a harc    | Чудесная милая война            | Így vagyok csak én                 | Я стану таким                        |
| Hétköznapi hõs            | Обыкновенный человек            | A holnap hídja                     | Мост в завтра                        |
| A walesi herceg bálja     | Вальс на балу у принца          | Csakis az lesz hõs                 | Так сможет только герой              |
| Ez most más               | Теперь все другое               | A rend a fõ!                       | Главное — порядок!                   |
| Fejezze be, kérem!        | Пожалуйста, закончи!            | Ez szimpla egyszeregy              | Просто, как дважды два               |
| Mondd, mit tegyek?        | Скажи, что мне делать?          | Ez a perc úgy fáj                  | Так больно в этот миг                |
| Kétség és ábránd          | Сомнение и иллюзия              | Akár az õszi levél                 | Словно осенний лист                  |
| Trallalla-dal             | Тра-ля-ля (сцена на катке)      | Te értem születtél                 | Ты рожден(а) для меня                |
| Kettõnk közt nemrég       | Между нами так давно            | A Negyedik dimenzió bálja          | Бал четвёртого измерения             |
| A nemzet hív              | Нация зовет                     | Szerelem vár és semmi más (repríz) | Ждет любовь и больше ничего (повтор) |
| Nyulak és vérebek         | Зайцы и ищейки                  | Ez Bécs! (repríz)                  | Это Вена! (повтор)                   |
| Szerelem vár és semmi más | Ждет любовь и больше ничего     |                                    |                                      |

### Сюжет
Первый акт
Открывается мюзикл сценой венских улиц, где можно видеть людей разных социальных слоёв, но все они объединены этим ярким и обманчивы городом, о чём нам и рассказывает Пфайфер, кукольник. (Ez Bécs!) Все приходит в движение: сегодня в Вене дают электричество. На праздник собралась вся столичная знать во главе с Императором Францем-Иосифом и кронпринцем Рудольфом. Министр Таафе предупреждает Императора о возможных связях наследника с радикальными газетами. Графиня Лариш представляет молодую Марию Вечеру герцогу Браганзе. (A város ünnepel!) Мария мечтает о любви, но графиня напоминает, что следует думать и о более приземлённых вещах вроде денег, на которые надо жить. (Mária dala)
Рудольф и отец спорят о преобразованиях в государстве. Их прерывает Таафе, который открыто противостоит кронпринцу. Рудольф и Франц-Иосиф вспоминают, что было время, когда они ладили гораздо лучше. (Mért nem ért meg engem) Мария и графиня Лариш занимаются покупками в обществе Пфайфера и рассуждают об искусстве соблазнения мужчин. (Csuda csinos ez a harc)
Рудольф в очередной раз вступает в конфликт с супругой, кронпринцессой Стефанией, единственное, чего он хочет — чтобы его все оставили в покое, жизнь при дворе его утомляет (Hétköznapi hõs). На бал в честь принца Уэльского Эдуарда он приезжает в нелучшем расположении духа. Случайно столкнувшись с Марией, он уже не может отвести взгляд. (A walesi herceg bálja) Это замечает и Стефания, но у 17-летней баронессы хватает духу противостоять второй даме Империи. После бала Рудольф и Мария понимают, что хотят быть вместе и что мир уже никогда не будет прежним. (Ez most más)
Помимо отца на Рудольфа давит венгерская оппозиция — они требуют решительных действий, вплоть до свержения действующего режима. (Fejezze be, kérem!) Рудольф настроен менее радикально и он понимает, что теряет смысл жизни. (Mondd, mit tegyek?) Таафе пытается заставить графиню Лариш действовать с ним заодно против Рудольфа (Kétség és ábránd).
Венская публика веселится на катке. Графиня Лариш заранее сообщила Рудольфу, что она придёт туда с Марией, поэтому встреча неизбежна и даже желаема. (Trallalla-dal) Рудольф и Мария счастливы, даже появление шпионов Таафе не может омрачить их праздника. (Kettõnk közt nemrég)
В Австрии разгорается недовольство политикой правительства, народ, подстрекаемый Пфайфером, бунтует. (A nemzet hív) Таафе получает новые донесения от шпионов относительно действий кронпринца. Тот раздражён постоянной слежкой и срывает свой гнев на Марии. (Nyulak és vérebek) Она упокаивает любимого, они решают поехать в Майерлинг — туда, где их никто не найдёт и никто не будет им мешать. Там их ждёт только любовь. (Szerelem vár és semmi más).
Второй акт
Рудольфу снится страшный сон: все люди вокруг — марионетки Таафе, тот управляет ими как ему захочется. Рудольфу удаётся ускользнуть от шпионов, пытавшихся надеть на него мундир с ниточками, но марионетки не дают ему сбежать. (A mester és a drót) Ещё не отошедшего от ночного кошмара его застаёт Стефания. Она пеняет мужу на неприличное поведение, которое уже становится скандальным, напоминает, что императрицей всё равно останется она. (Nem más, mint én!) Но Рудольф испытывает только раздражение и отвращение к жене. Он направляется в бордель, где его старая подружка Мицци Каспар старается расшевелить его. (Kiskatonám) В поисках Рудольфа ведомая Пфайфером Мария приходит в бордель и застаёт Рудольфа в ужасном состоянии. Она практически заставляет его уйти, напомнив, что у него есть долг перед людьми, а она всегда будет рядом.
Воспрянувший духом Рудольф появляется на открытии выставки, заставляя отойти в сторону графа Таафе, планировшего лично её открыть. Он говорит речь, в которой обещает людям светлое будущее. (Így vagyok csak én / A holnap hídja) Графиня Лариш, видя всё это, рассуждает о том, что так поступают только герои, но судьба их оказывается порой очень драматична. (Csakis az lesz hős) Франц Иосиф узнаёт, что Рудольф послал прошение Папе Римскому с просьбой дать ему развод. Отец запрещает сыну даже думать о подобных вещах: любовниц может быть сколько угодно, но брак заключён только один. Рудольф намерен стоять на своём. Император рассуждает о том, как трудно усправлять государством (A rend a fő!).
Мария приходит к Рудольфу в покои, несмотря на отговорки графини Лариш. Но вместо кронпринца появляется Таафе и предлагает девушке деньги за то, чтобы она навсегда оставила наследника австрийского престола в покое. Мария, несмотря на угрозы, отказывается предать любовь. (Ez szimpla egyszeregy) Принцесса Стефания, прервав неприятный разговор, тоже вносит сумятицу в душевное состояние девушки: она пытается доказать ей, что Рудольф поиграет с ней и бросит её. И действительно Мария получает от Рудольфа письмо, в котором он порывает с ней и просит уехать. Но сделано это было в страхе за жизнь девушки. Мария не знает этого, ей очень больно. (Ez a perc úgy fáj) В городе Пфайфер рассказывает последние сплетни, (Akár az őszi levél) провоцируя Рудольфа, но вместо этого его и Рудольфа едва не избивают. Спасает их только Таафе, подоспевший по наводке своих шпионов.
Мария на вокзале. Она вот-вот должна сесть в отходящий поезд. Рудольф, спрятавшись за колонной, смотрит как уезжает его любимая, выходит на свет — и видит Марию, которая не смогла и не захотела уезжать. Они клянутся друг другу в вечной любви и решают снова поехать в Майерлинг, где они были так счастливы. (Te értem születtél) Но покоя им не найти: слишком много людей не хотят видеть их вместе. И тогда они принимают решение: уйти туда, где их ждёт только любовь. (A Negyedik dimenzió bálja / Szerelem vár és semmi más (repríz)) Звучат два выстрела из одного пистолета. И вот снова мы видим венские улицы, над которыми Пфайфер, рассказавший эту историю, как и в начале, изобличает пороки этого города.
(Ez Bécs! (repríz))
1. ↑  Frank Wildhorn’s Rudolf — The Last Kiss to Bow in Hungary in May,". Дата обращения: 21 августа 2013. Архивировано из оригинала 31 января 2013 года.
2. ↑  Скорее всего, отсылка идёт к Всемирной выставке, хотя временной интервал и не совпадает

## Австрийская постановка

### Постановочная группа
- Режиссёр: David Leveaux
- Хореограф: John O’Connel
- Музыкальный супервайзер: Koen Schoots
- Музыкальный руководитель: Caspar Richter
- Дизайнер декораций: Mike Britton
- Дизайнер костюмов: Laura Hopkins
- Дизайнер света: Patrick Woodroffe (совместно с Adam Bassett)
- Звукорежиссёр: Hendrik Maassen (совместно с Matthias Reithofer)

### Основные роли
- Кронпринц Рудольф: Дрю Сэрич
- Мария Вечера: Lisa Antoni
- Граф Тааффе: Уве Крёгер
- Кронпринцесса Стефания: Вицке Ван Тонгерен
- Графиня Лариш: Carin Filipcic
- Франц Иосиф: Claus Dam

### Аудио
- Список песен, согласно полной концертной аудиозаписи «RUDOLF — AFFAIRE MAYERLING — Original Wien Cast 2009 (Gesamtaufnahme Live)», выпущенной в декабре 2009 года.

| CD 1 1. HOFBURG, OKTOBER 1888 2. K.K.HOFBURGTHEATER VORHANG AUF 3. WIE JEDER ANDRE MANN PROLOG 4. KABINETTSAAL 5. DU WILLST NICHT HÖREN 6. RINGSTRASSE 7. EIN HÜBSCHER KRIEG 8. MARYS LIED 9. HOFBURG — APPARTEMENT VON RUDOLF UND STEPHANIE 10. DER BALL 11. SALON APOKALYPSE 12. SO VIEL MEHR 13. TAAFFES BÜRO 14. DIE STRAHLENDE ZUKUNFT 15. REDAKTION WIENER TAGBLATT 16. ZEIT ZU HANDELN 17. WOHIN FÜHRT MEIN WEG 18. EISLAUFVEREIN/TRALALA 19. IN DEM MOMENT ALS ICH DICH SAH 20. KONFERENZZIMMER 21. PRATER / VERTRAU IN UNS 22. VERTRAU IN UNS | CD 2 1. SCHLAFZIMMER / DIE FÄDEN IN DER HAND 2. DU BLEIBST BEI MIR 3. HOFBURG 4. WIE JEDER ANDRE MANN 5. SALON APOKALYPSE II 6. MEIN SÜSSER HELD 7. MUT ZUR TAT 8. AUSSTELLUNG 9. DER WEG IN DIE ZUKUNFT 10. DIE LIEBE LENKT 11. AUGUSTINERKIRCHE 12. TAAFFES BÜRO II 13. WENN DAS SCHICKSAL DICH EREILT 14. LARISCHS APPARTEMENT 15. SOVIEL MEHR REPRISE 16. ZEIT ZU HANDELN REPRISE 17. DU BIST MEINE WELT 18. MAYERLING / NUR LIEBE ZÄHLT REPRISE |

- RUDOLF — AFFAIRE MAYERLING — Cast Album Wien — официальный каст-альбом венской постановки (HitSquad Records). 
17 треков:

1. Wie jeder andre Mann (Prolog)
2. Du willst nicht hören
3. Ein hübscher Krieg
4. Marys Lied
5. So viel mehr
6. Wohin führt mein Weg?
7. Vertrau in uns
8. Die Fäden in der Hand
9. Du bleibst bei mir!
10. Wie jeder andre Mann
11. Mut zur Tat
12. Der Weg in die Zukunft
13. Die Liebe lenkt
14. Wenn das Schicksal dich ereilt
15. Kann ich einfach gehn?
16. Ich schütz den Staat
17. Du bist meine Welt

- RUDOLF Sing Along — студийный караоке-диск венской постановки, содержит 16 треков (без пролога).
- RUDOLF — I Was Born To Love You (CD-сингл) в исполнении Дрю Сэрича и Лизы Энтони. На английском языке.
4 трека:

1. I Was Born To Love You (radio)
2. I Was Born To Love You (acoustic)
3. I Was Born To Love You (dance)
4. I Was Born To Love You (instrumental)